# Mohammed Fatau
Mohammed Fatau (Accra, 24 dicembre 1992) è un calciatore ghanese, centrocampista svincolato.

## Carriera
Ha giocato nella Primera División spagnola con il Granada durante la stagione 2013-2014 e con il Rayo Vallecano durante la stagione 2014-2015.
In seguito ha anche giocato nella prima divisione turca, in quella saudita, in quella del Kuwait, in quella indiana ed in quella armena.

## Palmarès

### Club

#### Competizioni nazionali
- Prima Lega (Kuwait): 1

Kuwait SC: 2017-2018
- Coppa dell'Emiro del Kuwait: 1

Kuwait SC: 2018